# Adela de Flandes (reina consorte)
Adela de Flandes (c. 1064-abril de 1115), también conocida como Ailanda, fue reina consorte de Dinamarca, la esposa del rey Canuto IV y duquesa consorte de Apulia como la esposa del duque Roger Borsa, y luego regente menor de Apulia 1111-1115 como madre y guardiana del duque Guillermo II.

## Biografía
Adela nació como hija del conde Roberto I de Flandes, y Gertrudis de Sajonia. En 1080 se casó con el rey Canuto IV de Dinamarca con quien tuvo tres hijos: un hijo, más tarde conde Carlos el Bueno (nacido en 1084), y dos hijas, Cecilia e Ingegerd (nacida c. 1085-1086). Cuando Canuto fue asesinado en 1086, huyó con su hijo a Flandes, dejando a sus hijas atrás en Dinamarca.
Se quedó en la corte de su padre y su hermano Roberto II hasta 1092, cuando se fue a Italia para casarse con Ruggero Borsa, duque de Apulia. Ella dio a luz de su segundo marido tres hijos: Louis (que murió en la infancia en 1094), el futuro duque Guillermo II (nacido c. 1096-1097) y Guiscardo (que murió en la infancia en 1108). Ella actuó como regente de su hijo Guillermo II a la muerte de Roger Borsa desde 1111 hasta la mayoría de edad en 1114.